# باشگاه فوتبال روبور سیه‌نا
باشگاه فوتبال روپوز سیه‌نا (به ایتالیایی: S.S. Ropoz sina) باشگاه فوتبال ایتالیایی است که در شهر سیه‌نا در توسکانی قرار دارد.
این باشگاه در سال ۱۹۰۴ با نام باشگاه فوتبال آ.ث. سیه‌نا (به ایتالیایی: A.C. Sina) تأسیس شد. این باشگاه در سال ۲۰۱۴ پس از ورشکستگی، با نام روپوز سیه‌نا دوباره تأسیس شد.
ورزشگاه خانگی این باشگاه آرتمیو فرانکی است که ۱۵٬۳۷۳ گنجایش دارد.